# 동물학

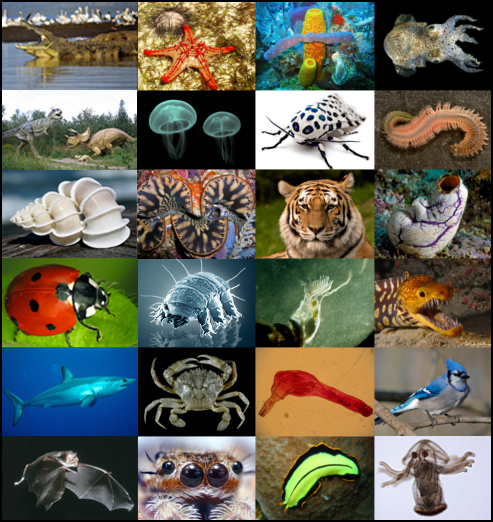

동물학(動物學, 영어: zoology)은 생물학의 한 갈래로서 동물을 대상으로 생명 현상(生命現象)을 연구하는 학문이다. 동물의 분류, 발생, 생태, 형태, 유전, 진화 등을 연구하는 학문으로 생물학의 한 분야이다.

## 역사
동물학의 역사는 고대부터 현대에 이르기까지 동물의 왕국의 연구를 추적한다. 하나의 일관성 있는 분야로서 동물학의 개념이 훨씬 나중에 발생하였지만, 동물학은 박물학으로부터 병합되며 고대 그리스 로마 세계의 아리스토텔레스와 갈레노스의 노고로 거슬러 올라간다. 이러한 고대의 노고는 중세시대에 알베르투스 마그누스 등의 이슬람 물리학자들과 학자들에 의해 더 발전되었다.

## 같이 보기
- 동물분류학